# ノワールムティエ＝アン＝リル
ノワールムティエ＝アン＝リル （Noirmoutier-en-l'Île）は、フランス、ペイ・ド・ラ・ロワール地域圏、ヴァンデ県のコミューン。一般的にはノワールムティエと呼ばれている。

## 地理

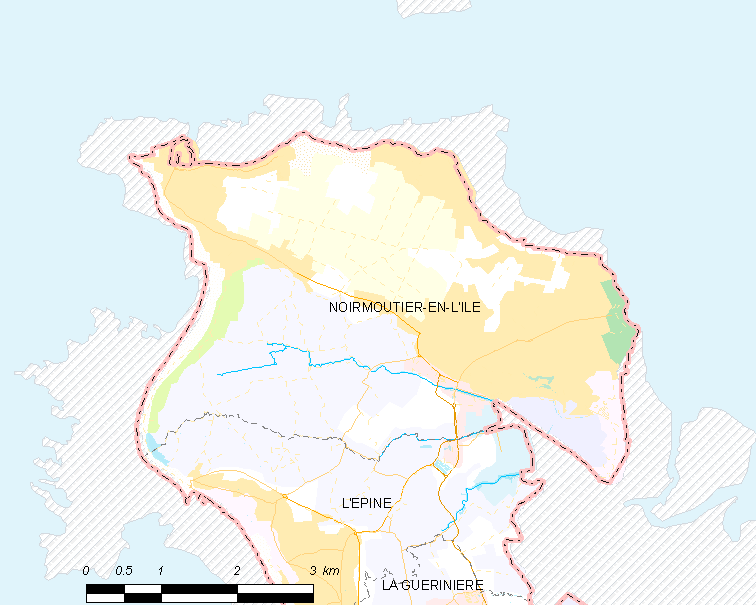

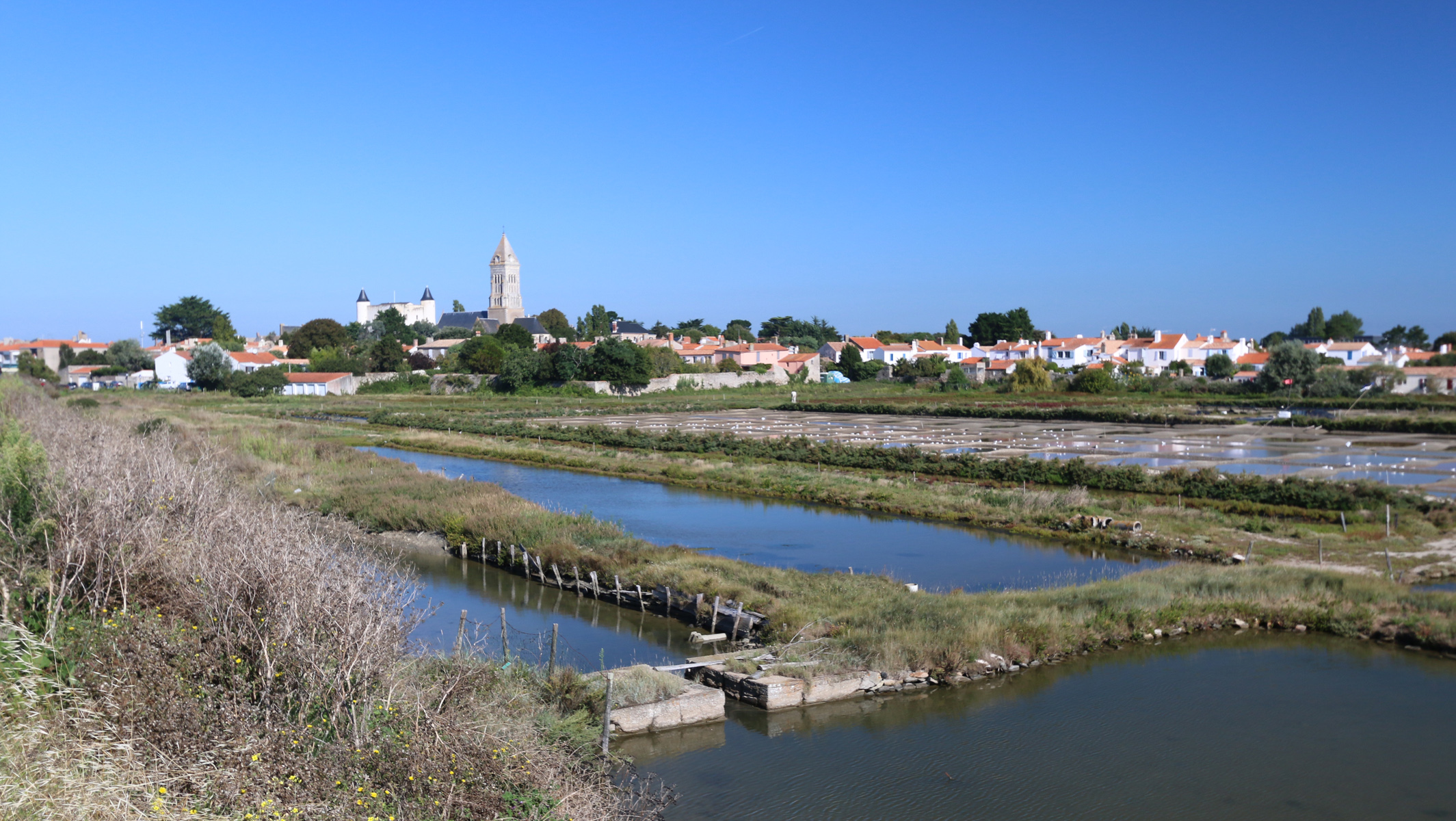
ノワールムティエ＝アン＝リルの湿地帯

ノワールムティエ島の北部を占めるコミューンで、実際には塩田によって島の他の部分から切り離されているために、岩だらけの島（別名エール島、île d'Her）のような形状をしている。ノワールムティエ＝アン＝リルの町は事実上島の首都であり、ブルニューフ湾を見下ろす、岩だらけの島の南東部に築かれている。ブコー港は都市部と塩水の湿地帯とを分ける位置にある。
東部はミュランブール干拓地（野生の鳥類の聖域となっている）があり、南側の境界は全長1.5kmのジャコブサン堤防である。北東部はラ・シェーズの森である。
コミューン面積の北西部分の多くは、主として野菜栽培や有名なジャガイモの一種ボンノット・ド・ノワールムティエの農地である。
コミューン面積には北西のピリエ島のような周辺の小島や岩礁が含まれている。加えて、2か所の町がノワールムティエ＝アン＝リルにある。
- レルボディエール（L'Herbaudière） - 島の北西岸にあり、大西洋に面した漁港を持つ。位置が町に偏っていることと経済の重心であることから、コミューンとしての自治を時に住民たちが要望する。
- ル・ヴィエイユ（Le Vieil） - 島の北岸に位置する。狭い街路に伝統的なヴァンデの住宅が立ち並ぶ集落で、夏の行楽に人気のリゾート地である。ナントの発明家ブリュテュス・ヴィルロワが1832年8月12日にフランス初の潜水艦実験をこの地で行った。

## 由来
コミューンの歴史はノワールムティエ島の歴史と密接に結びついている。674年、修道士である聖フィリベールがこの地に修道院を創建した。ラテン語でin + Herio Monasterioという用語（Herus、エリュス修道院）で呼ばれた（Herusとはîle d'Herを意味する）。これがノワールムティエの語源である。
フランス革命中はノワールムティエと命名され、その後イル・ド・ラ・モンターニュ（Île-de-la-Montagne）と名付けられた。
1956年以降、コミューンは実際の名称を簡略にしたノワールムティエを好んで使うようになっている。

## 歴史
17世紀半ば、島はパンブフと同様にタバコ密輸の温床となっていた。実際に、ルイ14世が1674年11月にタバコ会社を設立し、この会社はカリブ海の植民地で生産されたタバコを低価格で買い付けて高く売りさばき、イングランド領ヴァージニア植民地産のタバコとの激しい競争にさらされていた。輸入された銘柄は、その後小舟を意味するレ・シャット（les chattes）という名で大陸で売られていた · 。
1858年まで、ノワールムティエ島のコミューンはノワールムティエ＝アン＝リル1つだけだったが、バルバトルがコミューンとなり、他の分離傾向が生まれ、60年後にラ・ゲリニエール、そしてレピーヌがコミューンとなった。

## 人口統計
| 1962年 | 1968年 | 1975年 | 1982年 | 1990年 | 1999年 | 2008年 | 2013年 |
| ------ | ------ | ------ | ------ | ------ | ------ | ------ | ------ |
| 3906   | 4020   | 4070   | 4518   | 4846   | 5001   | 4756   | 4587   |

参照元:1962年から1999年まで人口の2倍カウントなし。1999年までEHESS/Cassini、2004年以降INSEE

## 史跡
- ラ・ターブルのドルメン - 歴史文化財[11]ブルニューフ湾に面した干潟にあるが、水没している。
- ノワールムティエ城 - 12世紀終わりから13世紀初頭に建設されてから現在まで残っている数少ない城。城の歴史は島の歴史とつながっている。常に軍が駐屯し、維持してきた。フランス革命時代にはヴァンデ軍関係者の牢獄になり、その後1871年にはコミューンの武装勢力が投獄された。第一次世界大戦初期には、26か国からの外国人、主に留学生たちがここに投獄されていた。
- 教区教会 - ノワールムティエ修道院創建者聖フィリベールに捧げられている。この修道院付属教会が初めてサラセン人に破壊されたのは725年か732年である。カール大帝の子ルイ敬虔王は801年に父からアクイタニア王位を引き継ぐと、修道院と付属礼拝堂の再建を命じた。45年後、846年に再びヴァイキングによって破壊された。11世紀に、創建当時の礼拝堂と現在の納骨堂が再建された。
- ジャコブサン堤防 - 1812年建設。塩水の湿地帯開拓を可能にし、港との往来を可能にする引き船道や運河の建設を可能にした。運河沿いはいわば船の墓場である。
- ピティエ礼拝堂 - 堤防入り口の左側にある。堤防建設者ジャコブサンの記念碑がたつ。ラ・ヴァシュという場所には十字架がたつ。1794年1月3日、ヴァンデ軍から島を奪還した共和国軍は、命はとらないと約束したにもかかわらず、ヴァンデ軍捕虜1500人を虐殺した。

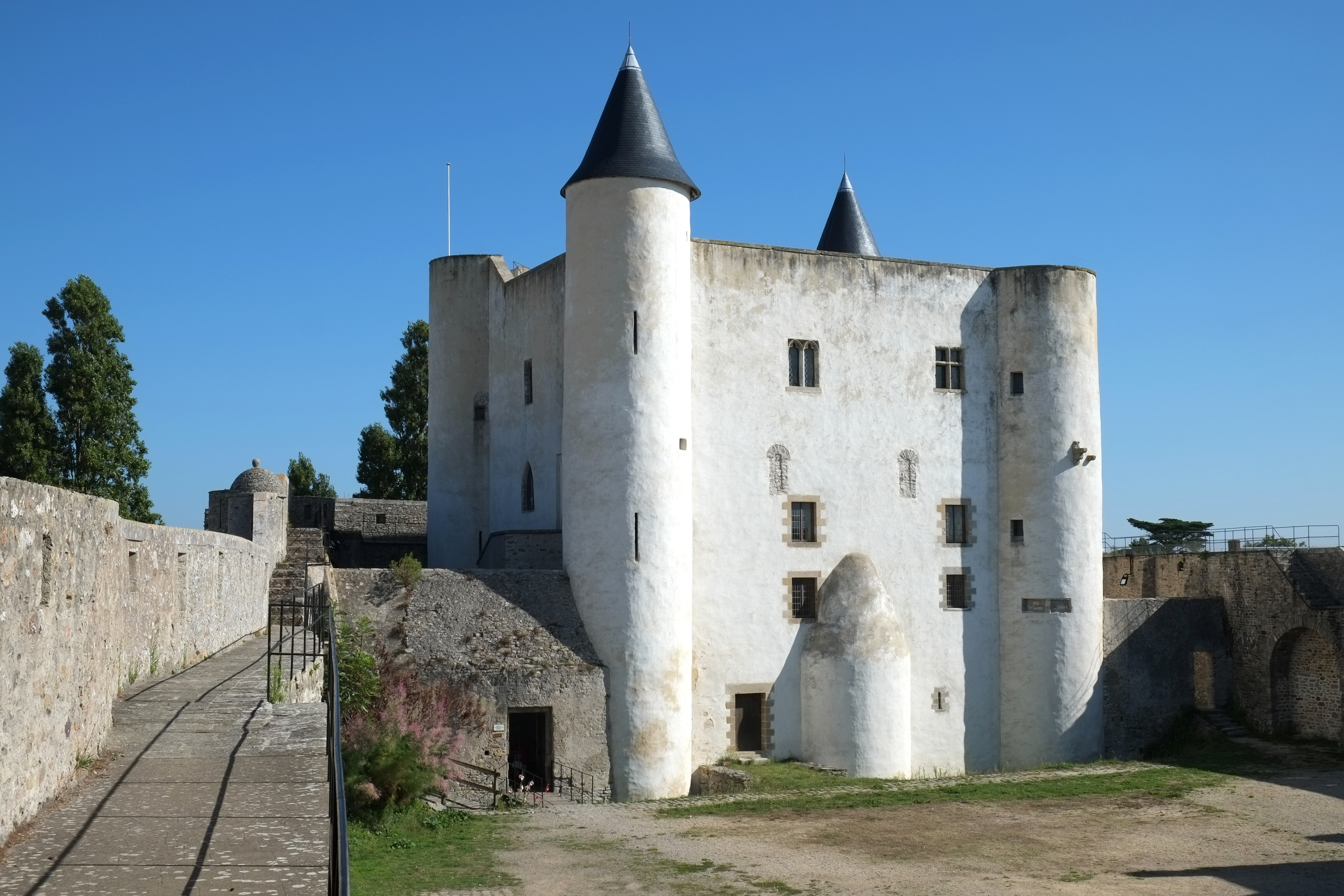
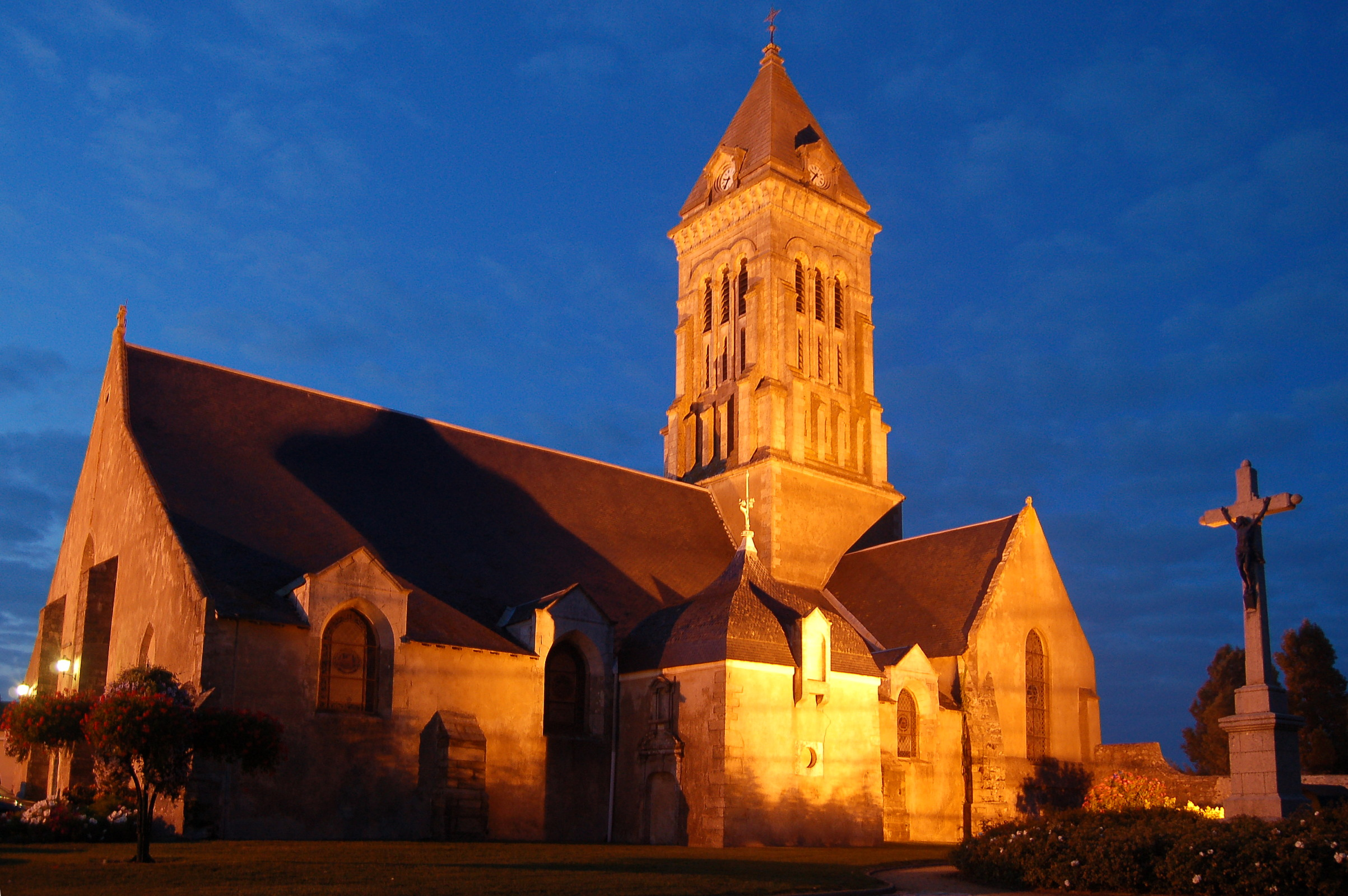

- ダム岬灯台

## ゆかりの人物
- モーリス・ジゴ・デルベ

### ノート
1. ↑  Réélu en 2014.